# Albert Kalthoff
Albert Kalthoff (Barmen, 5 marzo 1850 – Brema, 11 maggio 1906) è stato un teologo e filosofo tedesco, negatore dell'esistenza storica di Gesù.

## Biografia
Cresciuto in una famiglia pietista e conservatrice, Kalthoff studiò teologia dal 1869 all'Università di Berlino e nel 1874 conseguì il dottorato all'Università di Halle. Nello stesso anno fu nominato predicatore ausiliario alla St. Markus-Kirche a Berlino. Nel 1875 fu consacrato pastore protestante a Berlino.  Nello stesso anno, per le sue critiche all'ortodossia pietista si mise in urto con la direzione dell'Unione delle Chiese evangeliche della Prussia e fu trasferito a Nickern, vicino Züllichau. Nel 1878, in seguito a nuovi contrasti con la direzione dell'Unione delle Chiese evangeliche, fu sospeso dal suo ministero e si trasferì a Steglitz, dove lavorò come giornalista indipendente e conferenziere per la Protestantischer Reformverein (Associazione riformata protestante). Nel 1884 fu scelto come pastore da una comunità protestante riformata a Rheinfelden. Nel 1888 fu nominato secondo predicatore della St. Martini Kirche a Brema e nel 1894 fu promosso primo predicatore nella stessa chiesa. Nel 1891 fondò l’Associazione Lessing per l’educazione dei lavoratori tedeschi; la conoscenza con il deputato Friedrich Ebert gli permise di instaurare contatti con il Partito Socialdemocratico tedesco.  Nel 1902 pubblicò il libro Das Christus-Problem (Il problema di Cristo), in cui negò la storicità di Gesù. Nel 1903 fondò a Brema il gruppo locale della Società pacifista tedesca, di cui divenne presidente. Avvicinatosi al monismo, nel 1906 Kalthoff divenne presidente dell'Associazione monista tedesca. Nello stesso anno, sette pastori protestanti di Brema chiesero la sua destituzione da ministro del culto per ateismo, ma Kalthoff morì poco dopo.

## Posizione sul cristianesimo
Insieme a Bruno Bauer e Arthur Drews, Kalthoff è considerato uno dei principali proponenti della teoria del mito di Gesù. Studiando la figura di Gesù e le origini del cristianesimo da una prospettiva rigidamente razionalista, Kalthoff è arrivato alla conclusione che le prime comunità cristiane si siano costituite spontaneamente per rispondere al desiderio di riforme sociali nella Palestina sottomessa all'Impero Romano e siano state influenzate dal messianismo ebraico dell’epoca. Secondo Kalthoff, sarebbero state queste comunità a dare origine al Nuovo Testamento e non viceversa. Gesù non sarebbe storicamente esistito, ma la sua figura deriverebbe dalla personificazione delle esigenze sociali e messianiche dell'epoca. Kalthoff riteneva che se anche fosse esistito un predicatore ebraico proclamatosi messia e poi crocifisso, questa figura non sarebbe comunque da considerare come il fondatore del cristianesimo.

## Pubblicazioni
- Verteidigungsrede des Pfarrers Dr. K…. wider die Anklage des Königlichen Konsistoriums der Provinz Brandenburg. Schwiebus 1878.
- Das Leben Jesu. Reden gehalten im protestantischen Reform-Verein zu Berlin. Berlin 1880.
- Die neueste Maßregel zur Bekämpfung des Judentums. 1880.
- Das Amt des NT.s. Antrittspredigt. Bremen 1888.
- Charles Kingsley. 1892.
- Schleiermacher Vermächtnis an unsere Zeit. Religiöse Reden. Braunschweig 1896.
- An der Wende des Jahrhunderts Kanzelreden über die sozialen Kämpfe unserer Zeit. Berlin 1898.
- Friedrich Nietzsche und die Kulturprobleme unserer Zeit. Vorträge, Berlin 1900.
- Die Philosophie der Griechen, auf kulturgeschichtlicher Grundlage dargestellt. Berlin 1901.
- Die religiösen Probleme in Goethes Faust. Berlin 1901.
- Das Christus-Problem. Grundlinien zu einer Sozialtheologie. Leipzig 1902.
- D. Thikötter und das Christusproblem. Bremen 1903.
- Religiöse Weltanschauung. Reden. Leipzig 1903.
- Die Entstehung des Christentums. Neue Beiträge zum Christusproblem. Leipzig 1904.
- Was wissen wir von Jesus? Eine Abrechnung mit W. Bousset. Berlin 1904.
- Zarathustra-Predigten. Reden über die sittliche Lebensauffassung Friedrich Nietzsches. Jena 1904, * Die Religion der Modernen, Jena/Leipzig 1905.
- Schule und Kulturstaat. Leipzig 1905.
- Modernes Christentum. Berlin o. J. (1906).

### Opere postume
- Das Zeitalter der Reformation. Nachgelassene Predigten. Herausgegeben von F. Steudel, Jena 1907.
- Zukunftsideale. Nachgelassene Predigten. Mit einer Lebensskizze herausgegeben mit biografischer Einleitung von F. Steudel, Jena 1907.
- Vom inneren Leben. Nachgelassene Predigten. Herausgegeben von F. Steudel, Jena 1908.
- Vom häuslichen Leben. Herausgegeben von F. Steudel, Jena 1909.
- Volk und Kunst. Reden und Aufsätze. Herausgegeben vom Bremer Goethebund, Bremen 1910.